# 徐翊
徐翊（1459年—？），字中行，順天府大興縣人，民籍，明朝官员。

## 生平
成化十六年（1480年）庚子科順天府鄉試第一百二名舉人。弘治六年（1493年）中式癸丑科會試第一百七十六名，三甲第十六名進士。授青州府推官，历官延安府知府，正德六年（1511年）十一月升陕西都转运盐使司运使，八年五月升布政司右参政，九年正月科道纠拾调用，十二年正月考察以不謹冠帶閑住。

## 家族
曾祖徐國祥；祖父徐彥禮；父徐廷玉，母陳氏。永感下。兄徐輔。